# Dulcy Fankam Mendjiadeu
Dulcy Fankam Mendjiadeu, née le 26 juillet 1999 à Nkongsamba au Cameroun, est une joueuse camerounaise de basketball. Elle évolue au poste d'ailière forte.

## Enfance
Dulcy Fankam Mendjiadeu est née le 26 juillet 1999 à Nkongsamba dans la Région du Littoral. Elle est la deuxième enfant d'une fratrie de trois enfants. Elle a deux frères. Son père, Ambroise Mendjiadeu, est éducateur et sa mère, Bertrande Wendji Mendjiadeu, est commerçante. Elle fait ses études secondaires au lycée du Manengouba de Nkongsamba. Elle fait ses débuts dans le basket-ball au lycée. En 2017, après l'obtention de son baccalauréat, elle s'inscrit à l'université de Yaoundé, puis obtient une bourse pour poursuivre ses études aux États-Unis.

## Carrière
Elle rejoint le Walters State Community College à Morristown en 2018 où elle évolue jusqu'en 2019. Elle est désignée en 2019 Most Valuable Player du tournoi TCCAA/NJCAA Region VII. Elle s'inscrit par la suite à l'université de Memphis où elle évolue avec l'équipe féminine de basket-ball, les Tigers de 2019 à 2021,. En 2021, elle évolue avec l'équipe des Bulls de l'université du Sud de la Floride. Avec cette équipe, elle remporte plusieurs distinctions individuelles au cours de la saison 2022-2023 dont 3 fois celui de la meilleure joueuse de la semaine[Lequel ?], et est titrée meilleure joueuse de la American Athletic Conference.
En avril 2023, elle est sélectionnée lors de la draft 2023 de la WNBA par l'équipe du Storm de Seattle aux États-Unis.

## Équipe nationale
Elle participe avec l'équipe du Cameroun au Championnat d’Afrique de basket-ball féminin 2021 tenu en septembre 2021 au Camerounet aide grandement son pays à terminer à la 3e position.